# GE Aerospace
GE Aerospace — американская компания, производитель авиационных двигателей. До апреля 2024 года являлась подразделением General Electric.
Штаб-квартира расположена в Эвендейле (пригород Цинциннати, штат Огайо).
CFM International — совместное предприятие GE Aerospace с французской компанией Safran — является крупнейшим в мире производителем авиадвигателей, в частности выпускает модели CFM56 и LEAP.

## История
Развитие авиационного подразделения General Electric началось в 1917 году, когда компания разработала систему турбонаддува для авиационных двигателей, что позволяло самолётам летать на большей высоте. В 1941 году завод компании в Линне (Массачусетс) был избран для разработки и производства первого в США реактивного двигателя. В 1942 году были проведены испытания опытного образца, в том же году на его основе был выпущен первый в США реактивный самолёт Bell XP-59; улучшенная версия двигателя, J33, была использована в первом американском серийном реактивном истребителе F-80 Shooting Star. К концу Второй мировой войны компанией был разработан турбореактивный двигатель.

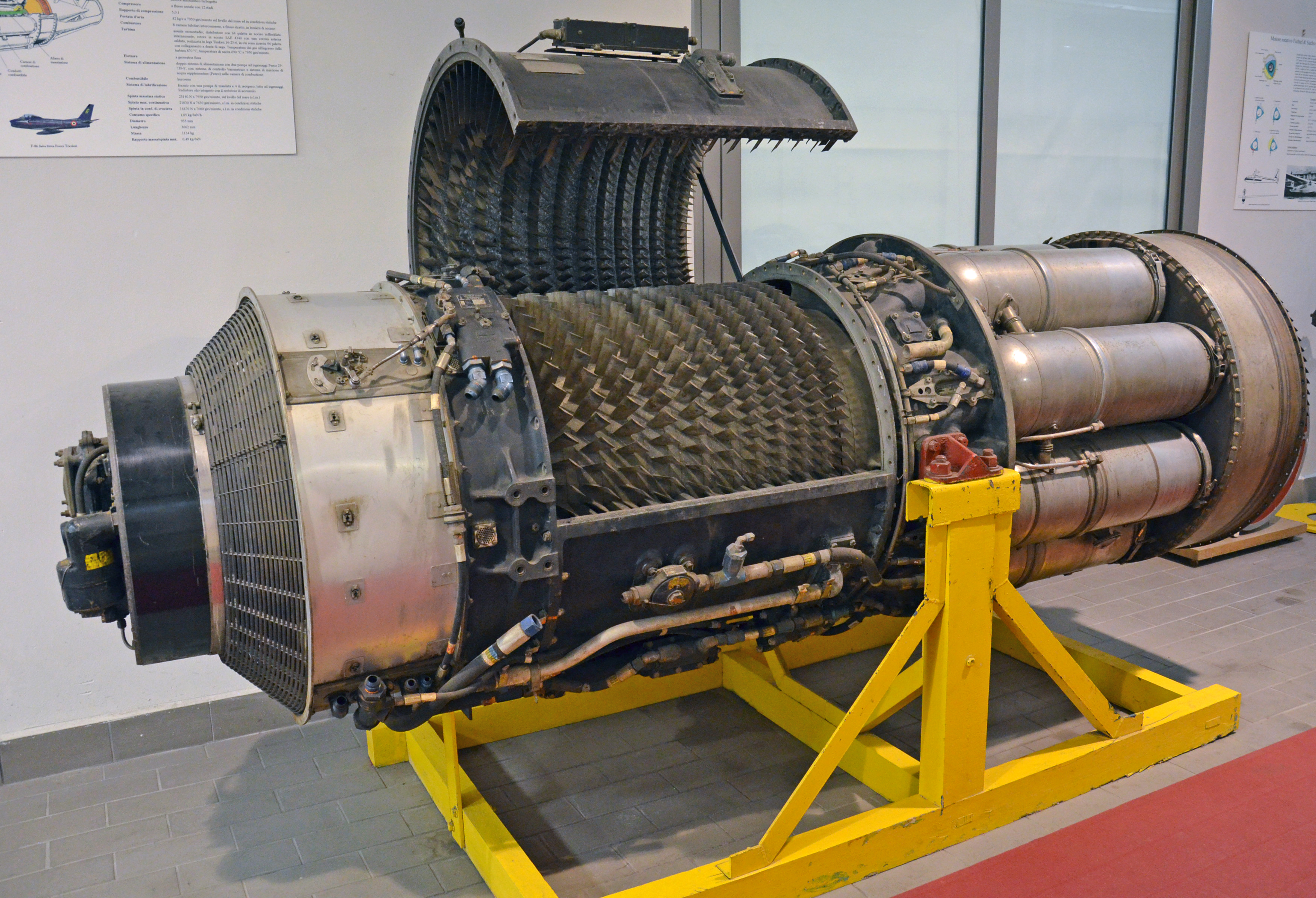
Турбореактивный двигатель GE J47

В феврале 1949 года в пригороде Цинциннати был открыт второй авиационный завод GE, на нём началось производство турбореактивного двигателя J47; к концу 1950-х годов было выпущено 35 тыс. таких двигателей. В 1955 году началось производство модели J79, всего за 30 лет их было выпущено более 17 тыс. Модификация этого двигателя CJ805 начала использоваться для гражданской авиации, первым авиалайнером с таким двигателем стала Convair 880; другая модификация, LM1500, использовалась с 1959 года в качестве двигателей судов на подводных крыльях. В середине 1950-х годов был разработан газотурбинный двигатель для вертолётов (в частности модели Sikorsky HSS-1F). Ещё одной успешной моделью турбореактивного двигателя 1950-х годов стала J85.
В 1960-х годах была разработана модель TF34 для военных и гражданских самолётов, а её модификация LM2500 нашла широкое применение в качестве газотурбинных двигателей для судов и промышленности. В 1970-х годах была разработана модель T700 для вертолётов (за 40 лет таких было выпущено 25 тыс.). В 1971 году началось производство турбовентиляторных двигателей семейства CF6; они широко применялись при производстве авиалайнеров Boeing 747, Airbus A300 и других. Также в 1971 году было создано совместное предприятие с французской компанией Snecma (позже ставшей Safran). Целью его создания было разработать экономный турбовентиляторный двигатель для региональных и среднемагистральный самолётов; первые заказы на модель CFM56 были получены лишь в 1979 году, но в 1980-х годах она приобрела большую популярность, в частности широко применялась на самолётах Boeing 737, Airbus A320 и Airbus A340, также использовалась для военных самолётов; всего было выпущено более 23 тыс. двигателей CFM56.

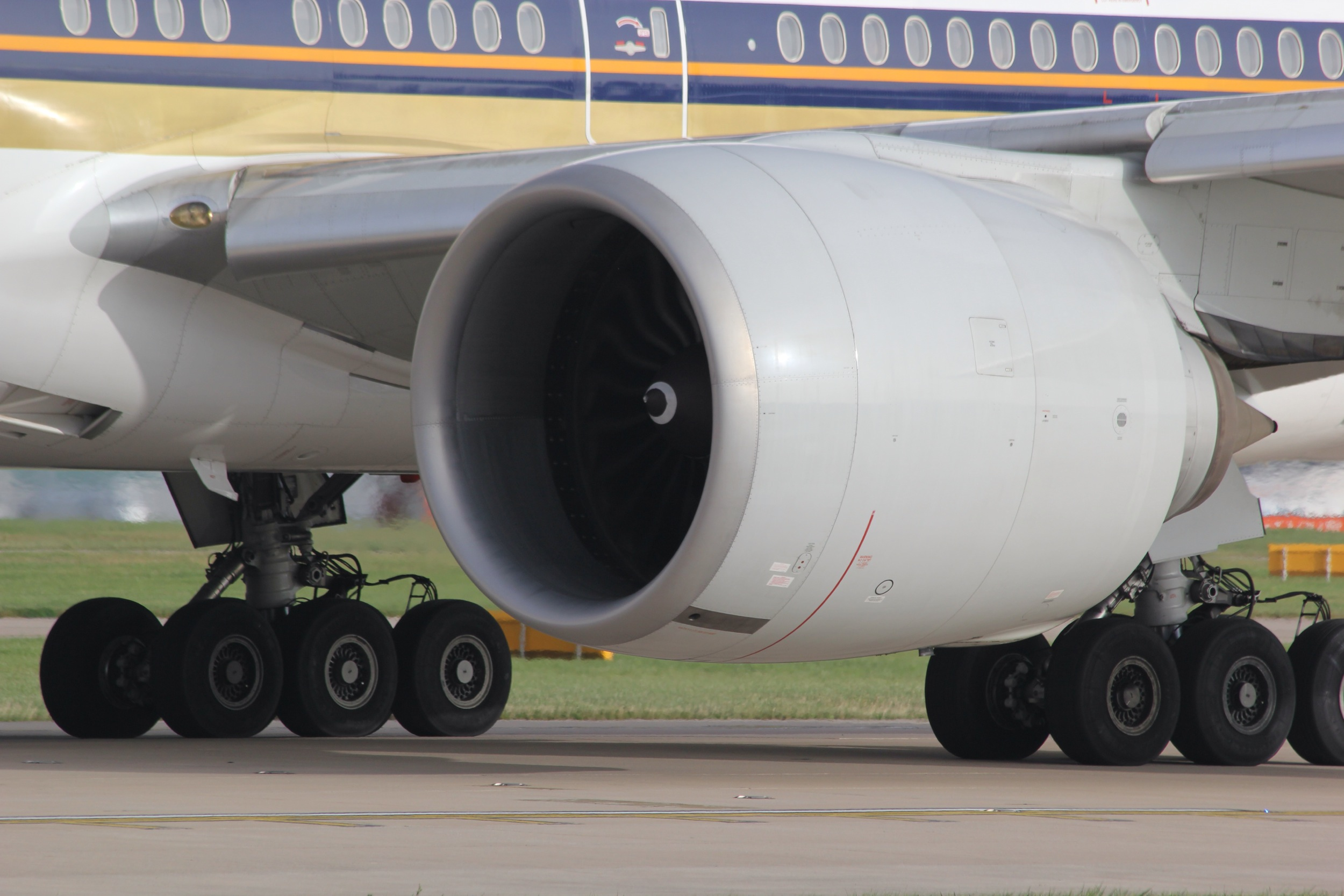
Двигатель GE90 на авиалайнере Boeing 777

Важнейшими разработками 1980-х годов стали двигатели F110 и F404. В начале 1990-х годов был представлен двигатель GE90, на то время самый большой и мощный, с 1995 года он начал применяться на авиалайнерах Boeing 777. В августе 1996 года на равных долях с Pratt & Whitney было создано совместное предприятие Engine Alliance, ориентированное на производство двигателей для дальнемагистральных авиалайнеров; основной разработкой стало семейство двигателей GP7200, представленное в 2004 году. С конца 1990-х годов совместно с Rolls-Royce велась работа над двигателем нового поколения F136; в 2011 году, из-за прекращения финансирования Министерством обороны США, работы были остановлены. В 2004 году успешно прошёл испытания новый двигатель General Electric GEnx, он заменил модель CF6; к 2020 году было выпущено 2500 двигателей GEnx. Также в 2004 году было создано совместное предприятие GE Honda Aero Engines.
В 2007 году авиационное подразделение GE было дополнено покупкой Smiths Aerospace (за 4,8 млрд долларов); это была дочерняя компания британской Smiths Group, производила электронное оборудование для кабин пилотов гражданских и военных самолётов, имела два завода, в Англии (Челтнем) и Огайо. В июле 2008 года был куплен чешский производитель авиадвигателей Walter Aircraft Engines.
В апреле 2024 года General Electric была разделена на две независимые компании: GE Aerospace (авиадвигатели) и GE Vernova (энергетическое оборудование), их акции начали котироваться на Нью-Йоркской фондовой бирже.
GE Aerospace является правопреемником General Electric.

## Руководство
Лоренс Калп мл. (H. Lawrence Culp Jr., род. в марте 1963 года) — председатель совета директоров и CEO; с октября 2018 года возглавлял всю корпорацию General Electric. Также член совета директоров T. Rowe Price (с 2015 года), старший лектор Гарвардской школы бизнеса (с 2015 года), старший советник Bain Capital Private Equity. С 2000 по 2014 год возглавлял Danaher Corporation. Образование — Вашингтонский колледж и Гарвардская школа бизнеса.

## Деятельность
GE Aerospace занимается производством реактивных авиационных двигателей для гражданской и военной авиации. Помимо собственных производственных мощностей имеются два совместных предприятия: CFM International с французской компанией Safran и Engine Alliance с американской компанией Pratt & Whitney. Кроме этого, GE Aerospace производит турбовинтовые двигатели, авионику и другие комплектующие для авиации, осуществляет ремонт и обслуживание авиадвигателей.
Выручка GE Aerospace за 2023 год составила 31,77 млрд долларов, её распределение по регионам: США — 43 %, остальная Америка — 6 %, Европа — 23 %, Китай — 8 %, остальная Азия — 10 %, Ближний Восток и Африка — 11 %.